# Acronicta subpurpurea
Acronicta subpurpurea är en fjärilsart som beskrevs av Matsumura 1926. Acronicta subpurpurea ingår i släktet Acronicta och familjen nattflyn. Inga underarter finns listade i Catalogue of Life.